# Weese
Weese is een plaatsje in de Duitse gemeente Voltlage, deelstaat Nedersaksen. Zie verder: Voltlage; Samtgemeinde Neuenkirchen. Het is een weinig belangrijk boerendorpje, dat op de grens met de deelstaat Noordrijn-Westfalen, ten zuidwesten van het hoofddorp Voltlage ligt. Te Weese staat een kleine fabriek van schoonmaakmachines.